# Kaiyo Maru

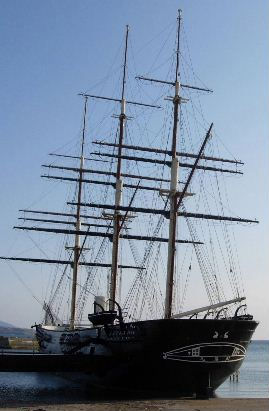
Kaiyo Maru (réplica).

Kaiyo Maru (Japonês: 開陽丸) foi o primeiro navio de guerra moderno do Japão, navegava tanto a velas quanto a vapor.

## História
O Kaiyo Maru que fazia parte  da frota de Hokkaido durante a Guerra Boshin foi destruído em Esashi durante uma tempestade em 15 de novembro de 1868. O navio foi localizado no fundo do mar em 14 de agosto de 1968 pelo submarino Yomiurigo. O resgate de partes do naufrágio localizado em mar aberto foram concluídos em sete anos e a réplica do navio foi concluída em 1990.

## Biliografia
- Bridging the Divide Léonard Blussé, 2000, Hotei Publishing ISBN 90-74822-24-X